# Sønder Dalby Sogn
Sønder Dalby Sogn 
ist eine Kirchspielsgemeinde (dän.: Sogn)
auf der Insel Sjælland im südlichen Dänemark.
Bis 1970 gehörte sie zur Harde Fakse Herred im damaligen Præstø Amt, danach zur Rønnede Kommune im Storstrøms Amt, die im Zuge der  Kommunalreform zum 1. Januar 2007 in der Faxe Kommune in der Region Sjælland aufgegangen ist.
Im Kirchspiel leben 3084 Einwohner, davon 2380 im Kirchdorf Dalby  (Stand: 1. Januar 2023).
Nachbargemeinden sind im Nordosten Tureby Sogn, im Osten Karise Sogn, im Süden Faxe Sogn, Øster Egede Sogn und Kongsted Sogn,  im Südwesten Ulse Sogn, im Westen Haslev Sogn und im Nordwesten Freerslev Sogn.